# George Evans (2e baron Carbery)
Pour les articles homonymes, voir George Evans (homonymie).
George Evans, 2e baron Carbery (décédé le 2 février 1759), est un homme politique britannique d'origine irlandaise.

## Biographie
Il est le fils aîné de George Evans (1er baron Carbery) et son épouse Anne. Le 23 mai 1732, il épouse Frances FitzWilliam (décédée le 30 juillet 1789), deuxième fille de Richard Fitzwilliam (5e vicomte Fitzwilliam). Lors de leur mariage, Evans reçoit le domaine de sa mère à Laxton Hall, d’une valeur de 1 100 £ par an, et une rente viagère de 1 400 £ par an dans les domaines irlandais de la famille. Evans et sa femme ont quatre enfants :
- George Evans (3e baron Carbery) (décédé en 1783)
- John Evans (5e baron Carbery) (1738–1807)
- William Evans, mort jeune
- Frances Anne Evans (décédée le 12 juillet 1802), mariée en septembre 1756 à Edward Warter Wilson, de Bilboa House, puis à Eleazar Davy, d'Ubbeston Hall, dans le Suffolk

## Carrière politique
Aux élections de 1734, Evans représente Westbury en tant que Whig, aux côtés de John Bance. Ils battent de peu James Bertie et William Phipps, candidats conservateurs, soutenus par le comte d'Abingdon. Bance rejoint l'opposition des whigs tandis qu'Evans, bien qu'il ait voté contre la ratification de la Convention de Pardo en 1739, est ensuite classé comme partisan du gouvernement.
Aux élections de 1741, les Abingdon sont favorables à Norreys Bertie et Bance; Evans et Joseph Townsend se présentent comme des whigs du gouvernement et battent leurs adversaires à une large majorité. Evans continue à soutenir l'administration tout au long du Parlement suivant. En septembre 1743, il est en difficulté financière. Le comte d'Egmont, à qui il doit plus de 900 £ sur une annuité de 200 £ par an à partir de 1734, figure parmi ses créanciers.
Il ne se présente pas aux élections de 1747. En 1749, il succède à son père comme baron Carbery et siège à la Chambre des lords irlandaise. Ses affaires financières continuent à se dégrader : en 1758, sur 5 000 £ par an provenant de ses domaines irlandais, il ne dispose que de 1 000 £, le reste étant utilisé pour payer ses dettes. Lord Carbery est décédé le 2 février 1759 et son fils aîné, George, lui succède.